# Pinela
Pinela es una freguesia portuguesa del municipio de Braganza, con 21,84 km² de superficie y 244 habitantes (2001). Su densidad de población es de 11,2 hab/km².